# Roeselia bicrenuscula
Roeselia bicrenuscula är en fjärilsart som beskrevs av Dyar. Roeselia bicrenuscula ingår i släktet Roeselia och familjen trågspinnare. Inga underarter finns listade.